# Torontál vármegye
Torontál vármegye közigazgatási egység volt a Magyar Királyság délvidéki részében. A vármegye része volt továbbá a Bánság régiónak is. A vármegye területét Szerbia, Románia és Magyarország között felosztották. Északról Csongrád vármegye, Csanád vármegye és Arad vármegye, keletről Temes vármegye, délről Szerbia, nyugatról pedig Szerém vármegye és Bács-Bodrog vármegye határolta. Központja Aracs, majd Nagybecskerek volt. 
Hajdani népies elnevezése Torontálország.

## Földrajz
A vármegye teljes területe része volt az Alföldnek, és a legmélyebben fekvő részei közé tartozott. Kelet–nyugati irányba ereszkedett alá a síkság, tengerszint feletti magassága pedig mindenhol lecsökkent 100 m alá. Csak a Berzava folyótól délre található Delibláti-homokpuszta volt 100 méternél magasabban. A vármegye folyóvizekben igen gazdag volt: a Duna, a Tisza, a Maros, a Béga, a Temes, a Berzava is öntözte a vármegyét. Éghajlata teljesen alföldi, délen nagyon forró.

## Történelem
Torontál vármegye a 14. század elején alakult, Aracs központtal, modern kori területének körülbelül a középső harmadán. A vármegye első okirati említése 1326. június 10-én történt. 1552-től az Oszmán Birodalom, ezen belül a Temesvári Tartomány része a pozsareváci békekötésig, 1718-ig. Ekkor a Habsburg Birodalom kebelezte be, a későbbi vármegyét a Temesi Bánsághoz csatolták. 1778-ban a vármegye visszakerült a Magyar Királyság fennhatósága alá, a Bánság polgárosult nyugati részén alakult meg Nagybecskerek székhellyel. Az aldunai középkori Keve vármegye ezután is katonai igazgatás alatt maradt, Pancsova székhellyel itt alakult meg a Németbánsági ezred, majd ennek keleti felén 1845-ben a Szerbbánsági ezred. 1848–1849 között a vármegye a Szerb Vajdaság része volt, majd 1849–1860 között a Szerb Vajdaság és Temesi Bánság Habsburg- tartomány része volt. Az 1860-ban visszakerült a Magyar Királysághoz.  A Határőrvidék közigazgatási átszervezésekor, 1873-ban a vármegye kapta a temeskubini járás (későbbi Kevevári járás) kivételével a Németbánsági ezred területét, valamint a Szerbbánsági ezredből az alibunári járást. 1876-ban a vármegyébe olvadt a nagykikindai kerület. 1881-ben Újszegedet Szegedhez (Csongrád vármegye), 1892-ben Székelykeve községet Temeshez csatolták. 1918-ban francia ütközőzóna a szerb és a román hadsereg között.
1920-ban az újonnan alakult Bánáti Köztársaság, majd pedig a Szerb-Horvát-Szlovén-Királyság része lett. A trianoni békeszerződés a vármegyét felosztotta Magyarország, Románia és az új délszláv állam között, a vármegye 1910-es 10016 km²-es területéből Romániáé lett 2497 km², a szerb-horvát szlovén királyságé 7261 km². Az el nem csatolt 258 km²-es töredékmegye székhelye rövid időre Kiszombor lett, majd 1923-ban egyesült a szintén csonka Csanád és Arad vármegyékkel, így jött létre Csanád, Arad és Torontál k.e.e. vármegye. Ennek területét az 1950-es megyerendezés során felosztották Békés vármegye és Csongrád vármegye között, így most Torontál vármegye magyarországi része Csongrád-Csanád vármegyében található. A Jugoszlávia területéhez csatolt részének nagyobb fele a Vajdaságban található, kisebbik része Belgrádtól északkeletre a szűkebb értelemben vett Szerbia része. A Románia területéhez csatolt rész Temes vármegyéhez tartozik.

## Lakosság
1910-ben a vármegyének 615 151 lakosa volt, ebből:
- 199 750 (32%) szerb
- 165 779 (26%) német
- 128 405 (20%) magyar
- 86 937 (14%) román
- 16 143 szlovák
- 4 203 horvát

## Közigazgatás

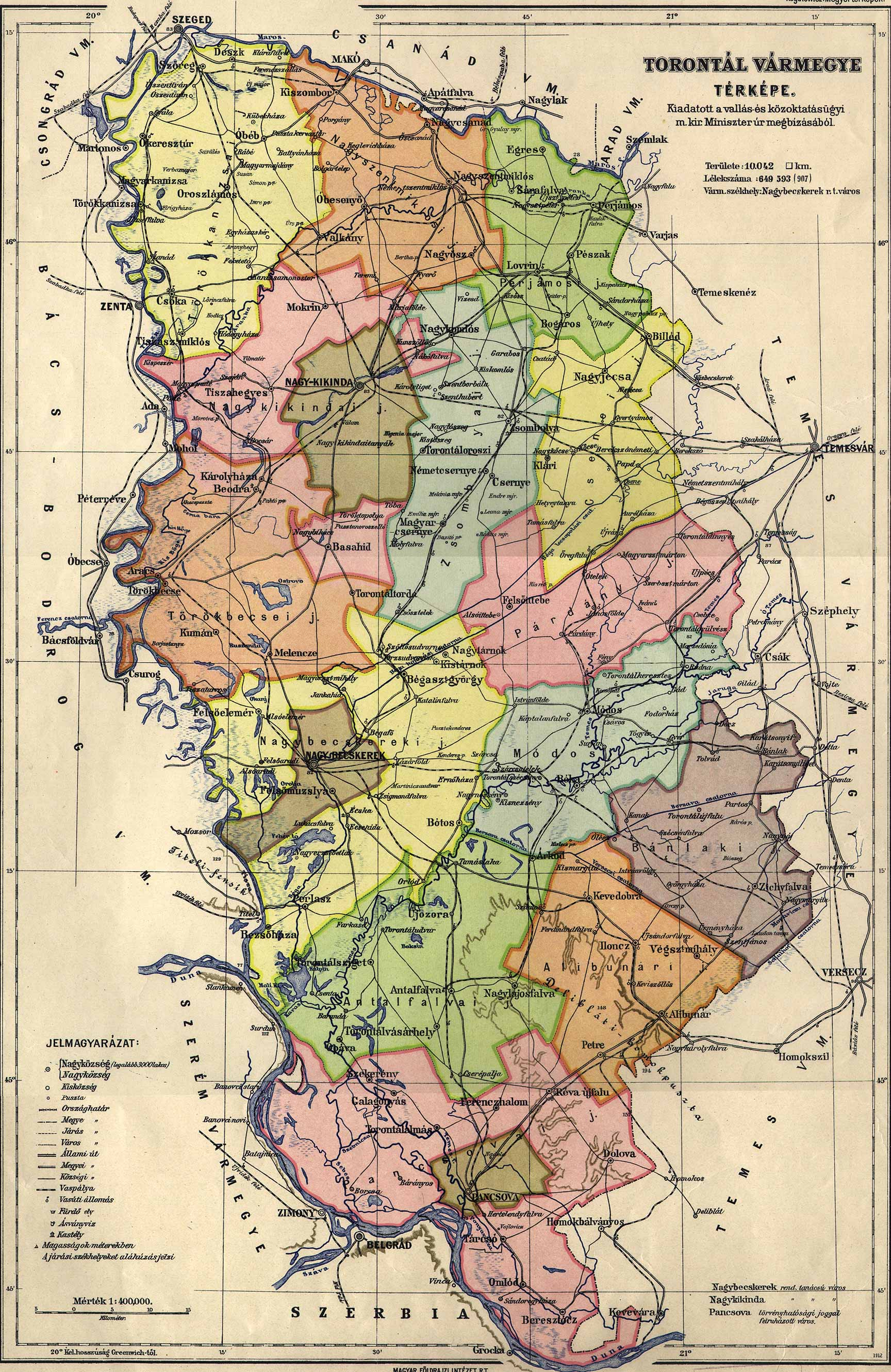
Torontál vármegye közigazgatási térképe 1910-ből

1910-ben a vármegye tizennégy járásra volt felosztva:
- Alibunári járás, székhelye Alibunár
- Antalfalvai járás, székhelye Antalfalva
- Bánlaki járás, székhelye Bánlak
- Csenei járás, székhelye Csene
- Módosi járás, székhelye Módos
- Nagybecskereki járás, székhelye Nagybecskerek (rendezett tanácsú város)
- Nagykikindai járás, székhelye Nagykikinda (rendezett tanácsú város)
- Nagyszentmiklósi járás, székhelye Nagyszentmiklós
- Pancsovai járás, székhelye Pancsova (törvényhatósági jogú város)
- Párdányi járás, székhelye Párdány
- Perjámosi járás, székhelye Perjámos
- Törökbecsei járás, székhelye Törökbecse
- Törökkanizsai járás, székhelye Törökkanizsa
- Zsombolyai járás, székhelye Zsombolya

## Főispánjai 1780-tól
- 1780. október 4. – 1783: Győry Ferenc, radványi, gróf
- 1783. június 3. –  1785: Batthyány Nepomuk János, németújvári gróf (A forrásban nemesi előneve: éleskői.)[3]
- 1785. június 14. – 1790: Bachó János, dezséri (kerületi biztos)
- 1790. január – 1792: Batthyány Nepomuk János, németújvári, gróf
- 1792 – 1802: Balogh Péter, ócsai
- 1802 – 1807. szeptember 2. (haláláig): Gyürky István(wd), losonczi
- 1807 – 1809: Hertelendy József, hertelendi és vindornyalaki (megbízva ideiglenesen a vármegye kormányzásával)
- 1809 – 1812. január 10. (haláláig): Lovász Zsigmond, ötvenesi
- 1812 – 1819 (haláláig): Lányi József, kisszántói
- 1820. március 21. (beiktatás) – 1835. április 28. (haláláig): Ghyczy József, giczi, assa- és ablanczkürthi  (1825. augusztus 8-ig helyettes, azután valóságos)
- 1835 – 1845: Hertelendy Ignác, hertelendi és vindornyalaki (1839. május 13-ig helyettes, azután valóságos)
- 1845. augusztus 11. (óvás után beiktatás) – 1848: Gyertyánffy Dávid, dobdai (főispáni adminisztrátor, helyettes)
- 1848. május 30. (beiktatás) – 1849: Karátsonyi László, beodrai
- 1849. május 7. (kinevezés) – (1849. november 18. Szerb Vajdaság és Temesi Bánság létrejöttéig, vármegyei közigazgatás megszűnéséig):  Hertelendy Miksa, hertelendi és vindornyalaki, kormánybiztos

[A Bach-rendszer bukásával I. Ferenc József 1860. december 27: a területet visszacsatolta Magyarországhoz, 1861 januárjában a vármegyéket 1848-as határaikkal visszaállították.]
- 1861. január – 1861. október 24. Karátsonyi László, beodrai
- [1861 – 1864: Palik-Ucsevny Péter, furluki, kormánybiztos, főispáni helytartó]
- [1864 – 1865: Petrović István kormánybiztos, főispáni helytartó][5]
- 1867 – 1869. július 24. (haláláig): Karátsonyi László, beodrai
- 1869 – 1870: Torontál vármegyének nem volt főispánja[6]
- 1871. május 16.(megyegyűlési bejelentés) – 1873. október 24. Rónay Móric, zombori
- 1874. február 23. (beiktatás) – 1891. augusztus 31. (haláláig) Hertelendy József(wd), hertelendi és vindornyalaki
- 1891. november 28. (beiktatás) – 1902. február 16. (lemondás utáni felmentés) Rónay Jenő, zombori
- 1902. április 6. (kinevezés) – 1902. november 27. (betegség miatt felmentés) Bethlen Miklós bethleni, gróf
- 1902. december 22. (beiktatás) – 1906 (lemondás): Dellimanics Lajos dr.
- 1906. június 16. (beiktatás) – 1910. február 8. (felmentés): Botka Béla, kislapási
- 1910. március 7. (beiktatás) – 1917: Dellimanics Lajos dr.
- 1917 – 1918 első fele: Steuer György
- 1918 második fele – 1918. november 3.: Botka Béla, kislapási